# Marta Sládečková
Marta Sládečková (* 27. ledna 1958, Trenčín) je slovenská herečka.

## Filmografie
- 1980: Nevěsta k zulíbání (Terka)
- 1981: Pomocník (Eva Riečanová)
- 1981: Vták nociar (ošetrovateľka)
- 1983: Letný strom radostí (Lepešová)
- 1986: A čo ja, miláčik? (Skarlet)
- 1987: Hody (Ružena)
- 1988: Štek (Jana)
- 1989: Obyčajný špás (profesorka Hartlová)
- 1990: Dva lidi v zoo (Emilka)
- 1992: Pozemský nepokoj (Nellie Marchová)
- 1993: Anjel milosrdenstva (Hilda)
- 1997: Tábor padlých žien (Matilda)
- 2000: Sokoliar Tomáš (Katarína)
- 2005: Příběhy obyčejného šílenství (šéfova žena)
- 2006 – 2007: Susedia (sousedka Marta Sladká) – TV seriál
- 2008: Priateľky (Denisa) – TV seriál
- 2009: Panelák (Imrova matka) – TV seriál
- 2009 - 2013: Vyprávěj (Mária Martináková) – TV seriál
- 2013: Zlodeji detí (Klára Studeničová) - TV seriál
- 2015: - současnost - Horná Dolná (Zdena Frlajzová) - TV seriál
- 2019: Ulice (Lubica)